# 安宁渠镇
安宁渠镇，是中华人民共和国新疆维吾尔自治区乌鲁木齐市新市区下辖的一个乡镇级行政单位。

## 行政区划
安宁渠镇下辖以下地区：
安宁渠村、北大路村、东戈壁村、河西村、保昌堡村、东村、西村和广东庄子村。